# Pitch (1997)
Pitch is een Canadese documentaire uit 1997 gemaakt door Kenny Hotz en Spencer Rice.